# Iso Vatjusjärvi
Iso Vatjusjärvi är en sjö i Finland. Den ligger i kommunen Haapavesi i landskapet Norra Österbotten, i den centrala delen av landet, 400 km norr om huvudstaden Helsingfors. Iso Vatjusjärvi ligger 109,9 meter över havet. Den är 9 meter djup. Arean är 3,81 kvadratkilometer och strandlinjen är 12,56 kilometer lång. Sjön  ingår i Pyhäjoki älvs huvudavrinningsområde.   I omgivningarna runt Iso Vatjusjärvi växer i huvudsak blandskog. Den sträcker sig 3,1 kilometer i nord-sydlig riktning, och 2,4 kilometer i öst-västlig riktning.
I övrigt finns följande vid Iso Vatjusjärvi:
- Mari-Liisan kivi (en klippa)
- Vähä Vatjusjärvi (en sjö)